# Hörle herrgård

Hörle herrgård, även kallad Hörle slott, är belägen vid Lagan i Hörle i Värnamo socken i Värnamo kommun, Jönköpings län, 
omkring nio kilometer norr om Värnamo.
Byggandet av herrgården påbörjades i början av 1700-talet och slutfördes 1746. Arkitekt var ett av dåtidens stora namn, Bengt Wilhelm Carlberg. Inredningen ritades av Carl Hårleman med målade dörröverstycken av svenska hovmålaren Johan Pasch.
Herrgården är en putsad tegelbyggnad och avviker därmed från byggnadstraditionen i resten av länet, då man vanligen valde att använda trä som byggnadsmaterial. Hörle herrgård har med hjälp och stöd från Länsstyrelsen och Riksantikvarieämbetet genomgått omfattande restaurering både exteriört (1990-talet) och interiört (2010-talet). Herrgården blev byggnadsminne 1992. Idag bedrivs det verksamhet med inriktning på bröllop, konferens och kulturevenemang, bland annat med Galleri Hörle slotts galleriverksamhet.

## Historik
Hörle var förr ett järnbruk, som enligt anteckningar hos Bergskollegium skall ha fått bruksprivilegium 1659. Enligt Allvin flyttades endast en hammare dit från Fryele. År 1695 hade bruket 3 hammare med 6 härdar. Dit hörde då även Tabergs norra hammare i Månsarps socken. Efter att ha ägts av ett antal holländare kom det genom gifte till riksrådet greve Gabriel von Seth. Han gjorde det till fideikommiss inom friherrliga släkten Lilliecreutz, men fideikommissegenskapen flyttades 1812 till Lundboholms säteri i Voxtorps socken. Därefter såldes Hörle till major N.J. Eckerman. Efter honom ägdes det av överståthållaren greve Jakob Hamilton. År 1903 bildades aktiebolaget Hörle bruk. Det köptes 1912 av norska intressenter. Sedan 1938 har bruket haft familjen Böhn som huvudägare.